# Иванов, Антон Сергеевич (футболист)
Антон Сергеевич Иванов (28 февраля 1988) — российский футболист, вратарь.
В 2005—2007 годах играл за любительский петербургский клуб «Коломяги-47». В сезоне 2007/08 провёл 16 матчей в чемпионат Молдавии за команду «Политехника-УТМ» Кишинёв. 13 сентября 2008 года сыграл единственный матч во втором российском дивизионе за «Волочанин-Ратмир» Вышний Волочёк, пропустив шесть мячей от «Торпедо-РГ». В 2009 году играл за команду «МВД России»-2. В дальнейшем выступал за любительские команды Петербурга «Локомотив» (2010), «Тревис и ВВК»/«Звезда» (2011—2015), «Русфан» (2016) «ИНКОН» (2018). В 2019 году — игрок команды чемпионата Ленинградской области «ВМР ЛО» (Всеволожский район).